# Conil de la Frontera
Conil de la Frontera é um município da Espanha na província de Cádiz, comunidade autónoma da Andaluzia, de área 87 km² com população de 20301 habitantes (2007) e densidade populacional de 215,28 hab/km².

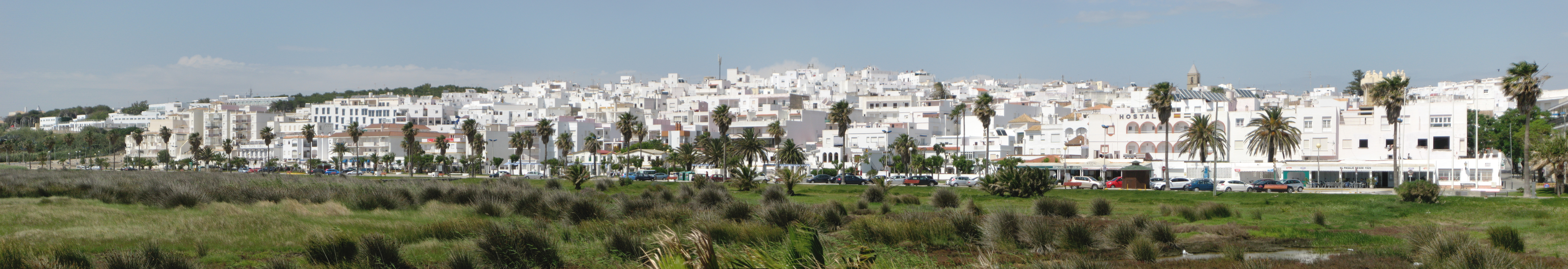
Conil de la Frontera

## Demografia
| Variação demográfica do município entre 1991 e 2004 | Variação demográfica do município entre 1991 e 2004 | Variação demográfica do município entre 1991 e 2004 | Variação demográfica do município entre 1991 e 2004 |
| --------------------------------------------------- | --------------------------------------------------- | --------------------------------------------------- | --------------------------------------------------- |
| 1991                                                | 1996                                                | 2001                                                | 2004                                                |
| 15582                                               | 16687                                               | 18057                                               | 18979                                               |

## Património
- Cabo de Roche - o farol possui, para além do porto, uma série de pequenas enseadas a sotavento do levante[3].